# Liste der Biografien/Jov
Liste der Biografien |
Portal Biografien |
Personensuche
# |
A |
B |
C |
D |
E |
F |
G |
H |
I |
J |
K |
L |
M |
N |
O |
P |
Q |
R |
S |
T |
U |
V |
W |
X |
Y |
Z |
?
 
Ja |
Jb |
Jd |
Je |
Jh |
Ji |
Jj |
Jl |
Jn |
Jm |
Jo |
Jp |
Jr |
Js |
Jt |
Ju |
Jv |
Jw |
Jy
 
Joa–Jog |
Joh |
Joi–Jom |
Jon |
Joo |
Jop |
Jor |
Jos |
Jot |
Jou |
Jov |
Jow |
Jox |
Joy |
Joz
Die Liste der Biografien führt alle Personen auf, die in der deutschsprachigen Wikipedia einen Artikel haben. Dieses ist eine Teilliste mit 135 Einträgen von Personen, deren Namen mit den Buchstaben „Jov“ beginnt.

## Jov

### Jova
- Jovaiša, Eugenijus (* 1950), litauischer Archäologe und Politiker, Mitglied der Lietuvos mokslų akademija
- Jovaiša, Sergejus (* 1954), litauischer Basketballspieler und Politiker
- Jovan Dragaš (1343–1378), serbischer Magnat in Makedonien
- Jovan Oliver († 1356), serbischer Adeliger
- Jovan Uglješa († 1371), Despot von Serres
- Jovan Uroš, Herrscher von Thessalien (1371 – etwa 1381)
- Jovan Vladimir († 1016), Fürst von Duklja, orthodoxer Heiliger
- Jovan Vraniškovski (* 1966), mazedonischer Geistlicher, Erzbischof von Ohrid und das erste Oberhaupt der Mazedonisch-orthodoxen Kirche
- Jovan, Matej (* 1970), slowenischer Skirennläufer
- Jovan, Slavitza (* 1954), serbische Schauspielerin und ehemaliges Model
- Jovančević, Strahinja (* 1993), serbischer Leichtathlet
- Jovanić, Mićun (1952–2010), jugoslawischer Fußballspieler
- Jovanić, Milan (* 1985), serbischer Fußballspieler
- Jovanić, Slobodan (* 1946), jugoslawischer Fußballspieler und -trainer
- Jovanotti (* 1966), italienischer LiedermacherJovanotti (* 1966)

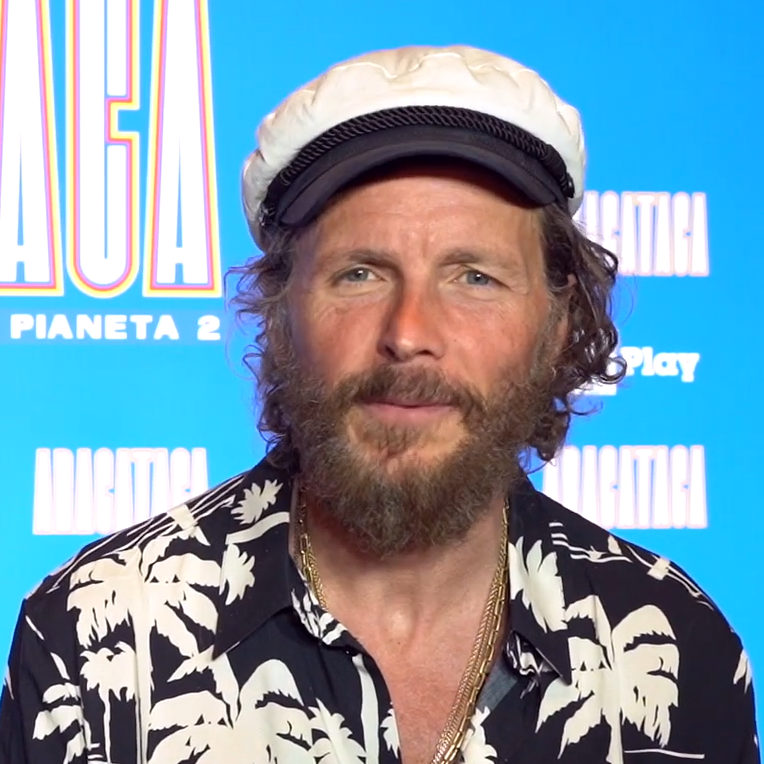
Jovanotti (* 1966)

- Jovanovic, Aleksandar (* 1971), deutscher SchauspielerAleksandar Jovanovic (* 1971)

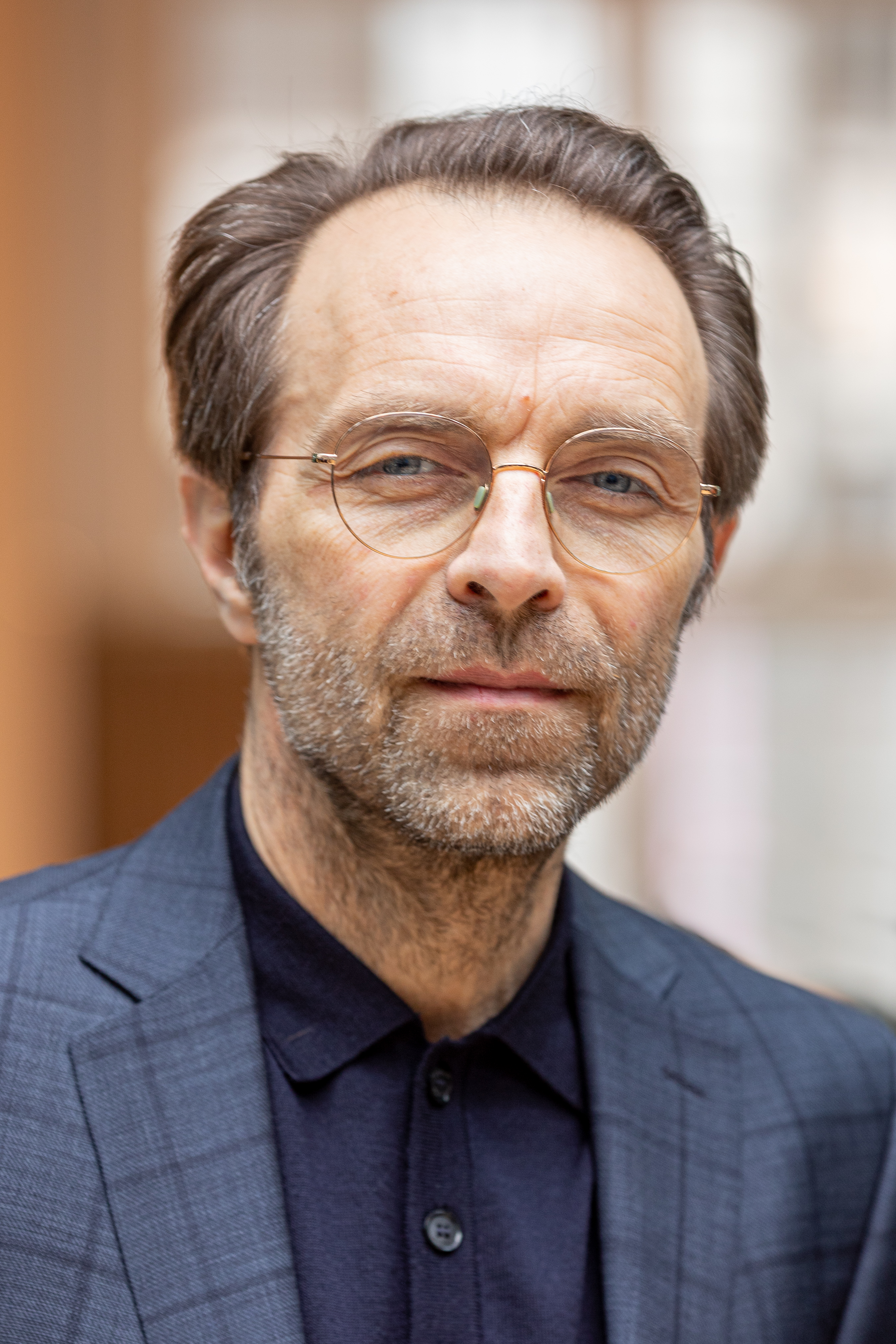
Aleksandar Jovanovic (* 1971)

- Jovanović, Aleksandar (* 1992), serbischer Fußballtorwart
- Jovanović, Ana (* 1984), serbische Tennisspielerin
- Jovanović, Arsenije (1932–2025), jugoslawischer bzw. serbischer Hörspielautor
- Jovanović, Biljana (1953–1996), serbische Schriftstellerin, Bürgerrechtlerin und Friedensaktivistin
- Jovanović, Borislav (* 1941), montenegrinischer Schriftsteller
- Jovanović, Boro (1939–2023), jugoslawischer Tennisspieler
- Jovanovic, Boyan (* 1951), serbischer Ökonom und Professor an der New York University
- Jovanović, Čedomir (* 1971), serbischer Politiker
- Jovanović, Dušan (* 1939), slowenischer Dramatiker, Regisseur und Schriftsteller
- Jovanović, Dušan (1946–2013), jugoslawischer Fußballspieler
- Jovanovic, Gianni (* 1978), deutscher Unternehmer, Aktivist, Künstler, Autor
- Jovanović, Igor (* 1989), kroatisch-deutscher Fußballspieler
- Jovanović, Ilija (1950–2010), Lyriker, in Österreich lebender Rom
- Jovanović, Ivan (* 1962), serbischer Fußballtrainer und ehemaliger -spieler
- Jovanović, Jovan Zmaj (1833–1904), serbischer Dichter
- Jovanović, Karola (1879–1958), Opernsängerin (Sopran)
- Jovanovič, Konstantin (1849–1923), bulgarisch-schweizerischer Architekt
- Jovanović, Lazar (* 2006), serbischer FußballspielerLazar Jovanović (* 2006)

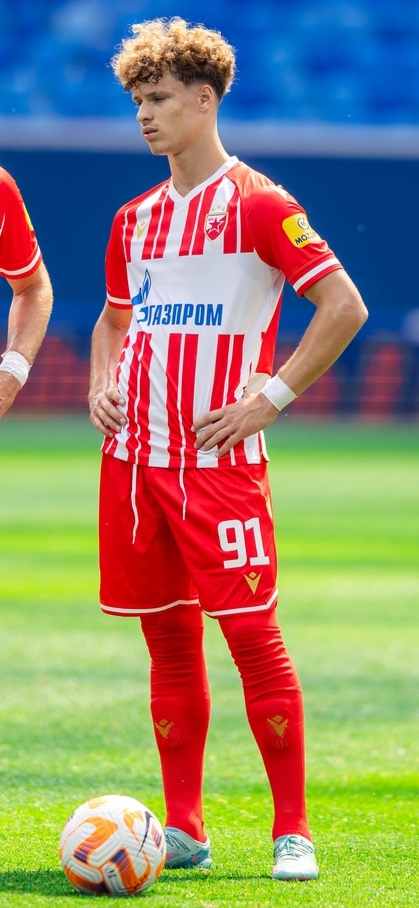
Lazar Jovanović (* 2006)

- Jovanović, Marija (* 1959), serbische Schriftstellerin
- Jovanović, Marija (* 1985), montenegrinische Handballspielerin
- Jovanović, Marko (* 1982), serbischer Basketballspieler
- Jovanović, Marko (* 1988), serbischer Fußballspieler
- Jovanović, Maša (* 1994), australische Tennisspielerin
- Jovanović, Mihailo (1855–1944), jugoslawischer Jurist, Hilfsrichter am Ständigen Internationalen Gerichtshof
- Jovanović, Milan (* 1981), serbischer Fußballspieler
- Jovanović, Milan (* 1983), montenegrinischer Fußballspieler
- Jovanović, Milan (* 1998), serbischer Handballspieler
- Jovanović, Milica (* 1983), deutsch-serbische Sängerin
- Jovanović, Milorad (1897–1966), jugoslawischer Opernsänger (Bassbariton) und Professor an der Musikakademie von Belgrad
- Jovanović, Miško († 1915), Helfer der Attentäter beim Attentat auf den österreichisch-ungarischen Thronfolger 1914
- Jovanovic, Mladan (* 1993), österreichischer Handballspieler
- Jovanović, Nebojša (* 1983), serbischer Radrennfahrer
- Jovanović, Nedeljko (* 1970), serbisch-deutscher Handballspieler
- Jovanović, Nenad (* 1979), serbisch-österreichischer Fußballspieler und -trainer
- Jovanović, Nikola (* 1982), deutscher Basketballspieler
- Jovanović, Paja (1859–1957), serbisch-österreichischer Maler
- Jovanovic, Patrick (* 1973), österreichischer Fußballspieler
- Jovanovic, Pavle (1977–2020), US-amerikanischer Bobsportler
- Jovanović, Petar (* 1982), bosnisch-herzegowinischer Fußballspieler
- Jovanović, Predrag (* 1965), jugoslawischer Fußballspieler
- Jovanović, Ranisav (* 1980), serbischer FußballspielerRanisav Jovanović (* 1980)

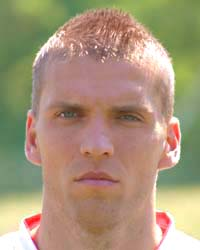
Ranisav Jovanović (* 1980)

- Jovanović, Sanda (* 1993), serbische Fußballspielerin
- Jovanović, Sanja (* 1986), kroatische Rückenschwimmerin
- Jovanović, Saša (* 1984), serbisch-österreichischer Kampfsportler
- Jovanović, Saša (* 1993), serbischer Fußballspieler
- Jovanović, Slobodan (1869–1958), jugoslawischer Politiker und der 19. Premierminister von JugoslawienSlobodan Jovanović (1869–1958)

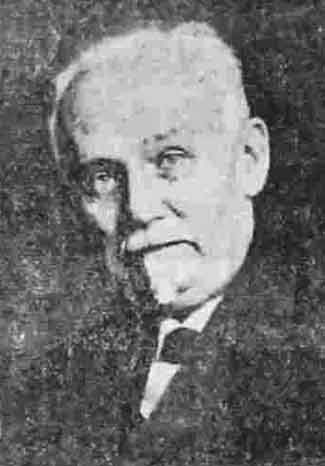
Slobodan Jovanović (1869–1958)

- Jovanović, Srđan (* 1986), serbischer Fußballschiedsrichter
- Jovanovic, Stefan (* 1995), serbischer Handballspieler
- Jovanović, Stephan von (1828–1885), österreichischer Feldmarschallleutnant
- Jovanović, Velimir (* 1987), serbischer Fußballspieler
- Jovanović, Vladimir (1833–1922), serbischer Staatsmann und Schriftsteller
- Jovanović, Vladimir (* 1984), serbischer Basketballtrainer
- Jovanović, Vojin (* 1949), jugoslawischer Fußballspieler
- Jovanović, Vukašin (* 1996), serbischer Fußballspieler
- Jovanović, Željko (* 1965), kroatischer Politiker
- Jovanović, Zoran, serbischer Sozialaktivist
- Jovanović, Zoran (1942–2016), jugoslawischer bzw. kosovarischer Grafiker und Hochschullehrer
- Jovanović, Zoran (* 1984), serbischer Volleyballspieler
- Jovanović, Zvezdan (* 1965), serbischer Scharfschütze und Attentäter
- Jovanović-Batut, Milan (1847–1940), serbischer Arzt und Publizist
- Jovanović-Blagojević, Katarina (* 1943), jugoslawische Schachspielerin
- Jovanovich, Brandon (* 1970), US-amerikanischer Opernsänger des Fachs dramatischer Tenor
- Jovanovich, James, US-amerikanischer Schauspieler
- Jovanovits, Katharina (1869–1954), Schweizer Schriftstellerin, Übersetzerin und Volkskundlerin
- Jovanovits, Mara (1906–1993), Schweizer Tänzerin und Ballettmeisterin
- Jovanovski Petrović, Bojana (* 1991), serbische Tennisspielerin
- Jovanovski, Ed (* 1976), kanadischer Eishockeyspieler
- Jovanovski, Gjore (* 1956), nordmazedonischer Fußballspieler und -trainer

### Jove
- Joveljić, Dejan (* 1999), serbischer Fußballspieler
- Jovellanos, Gaspar Melchor de (1744–1811), spanischer Staatsmann und Schriftsteller
- Jovellanos, Salvador (1833–1881), paraguayischer Politiker
- Jovellar Soler, Joaquín (1819–1892), spanischer General, Politiker und Ministerpräsident Spaniens
- Jovenau, Jean (* 1888), französischer Maler
- Jover, Araceli (* 1971), spanische SchauspielerinAraceli Jover (* 1971)

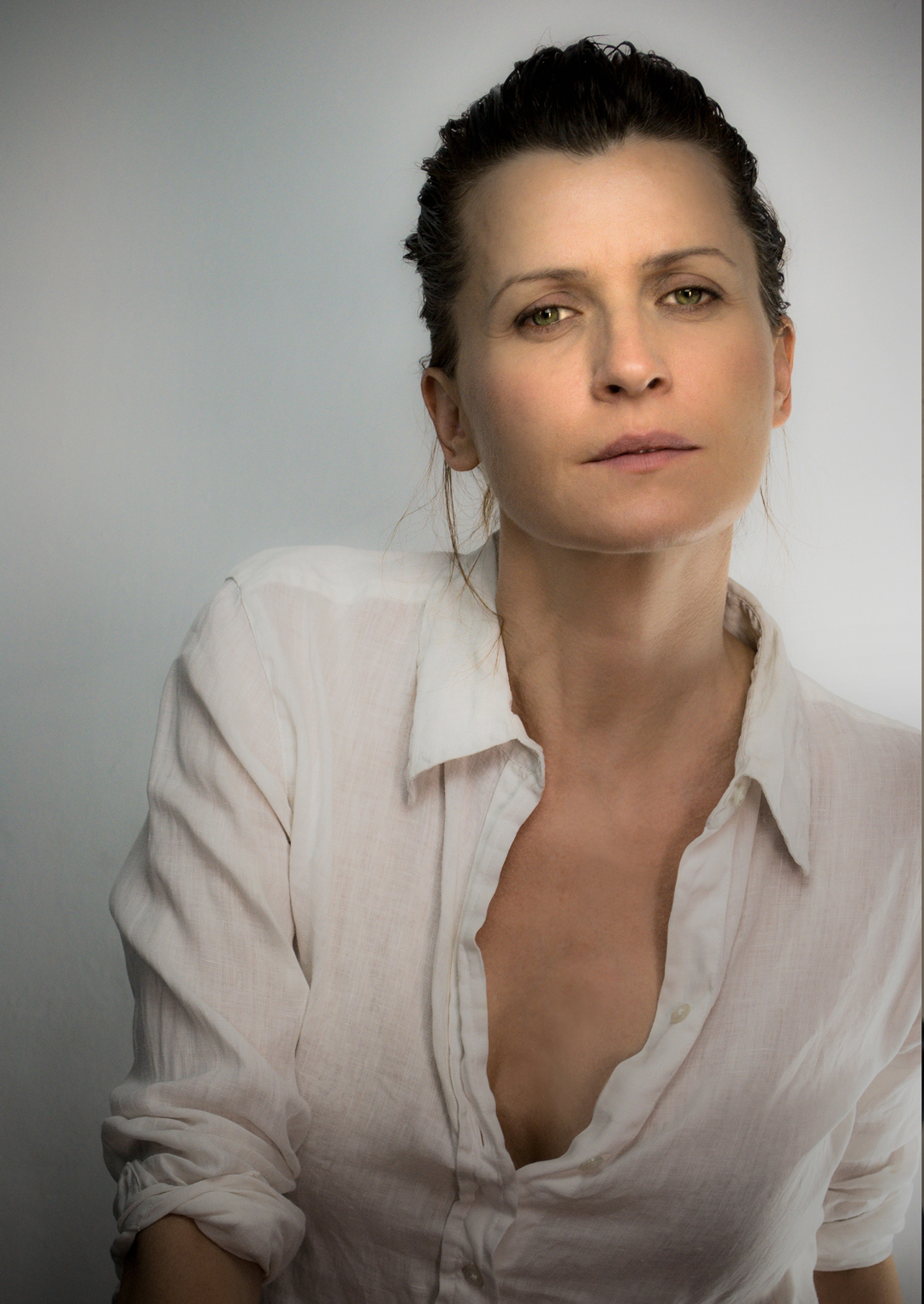
Araceli Jover (* 1971)

- Jover, Gregorio (1891–1964), spanischer Anarchist
- Jover, Juan (1903–1960), spanischer Autorennfahrer
- Jovet, Paul (1896–1991), französischer Ökologe und Botaniker
- Jovet-Ast, Suzanne (1914–2006), französische Bryologin und Botanikerin
- Jovetić, Aleksandar (* 1989), serbischer Fußballspieler
- Jovetić, Stevan (* 1989), montenegrinischer Fußballspieler
- Joveva, Irena (* 1989), slowenische Journalistin und Politikerin (LMŠ), MdEP

### Jovi
- Jovian (331–364), römischer Kaiser
- Jović, Aleksandar (* 1972), serbischer Fußballspieler
- Jović, Boban (* 1991), slowenischer Fußballspieler
- Jović, Borisav (1928–2021), jugoslawischer Politiker
- Jović, Božidar (* 1972), kroatischer Handballspieler
- Jović, Fran (* 1984), kroatischer Fußballschiedsrichter
- Jovic, Iva (* 2007), US-amerikanische TennisspielerinIva Jovic (* 2007)

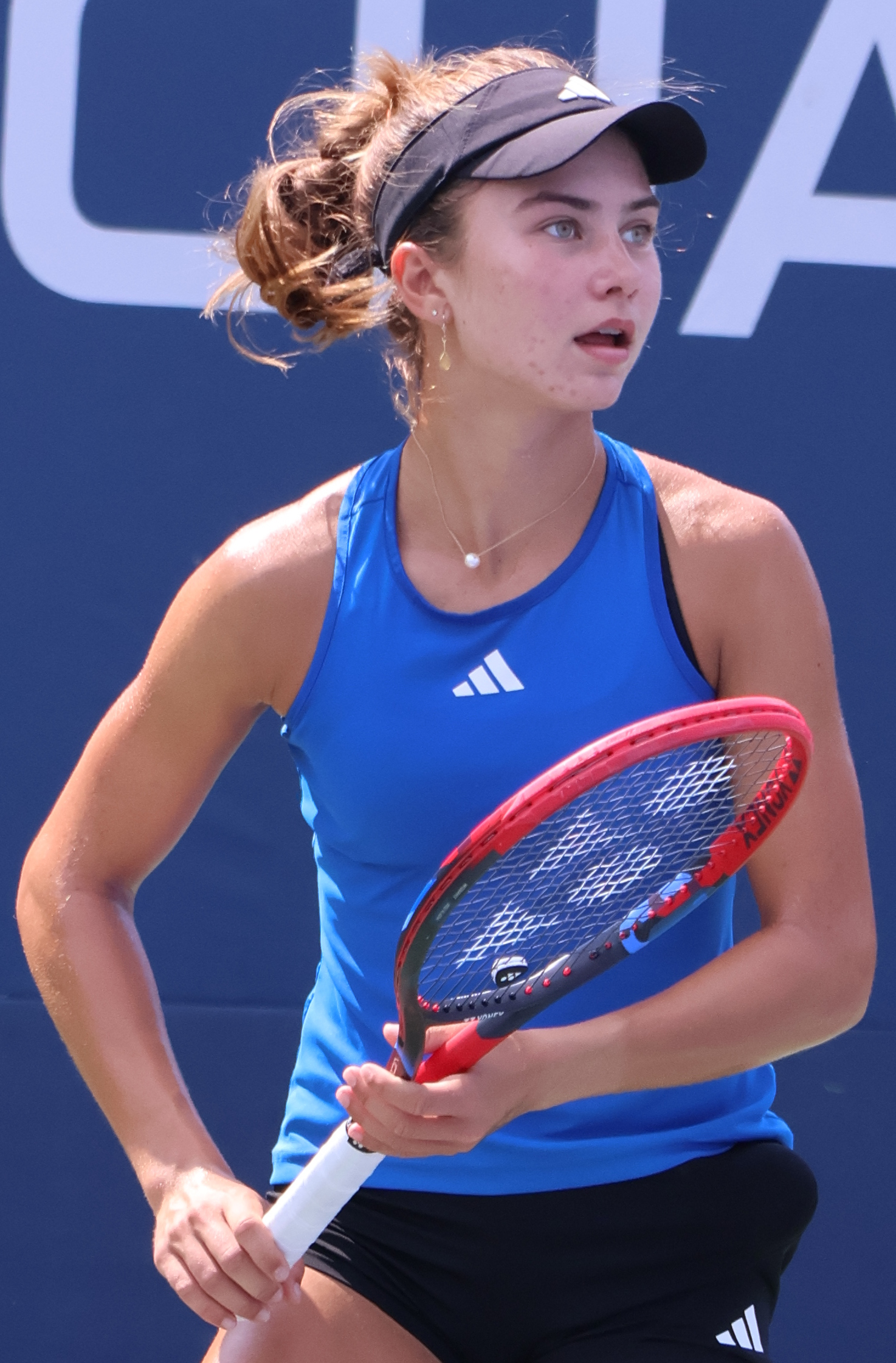
Iva Jovic (* 2007)

- Jović, Ivo Miro (* 1950), bosnischer Politiker
- Jović, Josip (1969–1991), kroatischer Polizist
- Jović, Jovana (* 1993), serbische Tennisspielerin
- Jović, Leonardo (* 1997), kroatischer Eishockeyspieler
- Jović, Luka (* 1997), serbischer FußballspielerLuka Jović (* 1997)

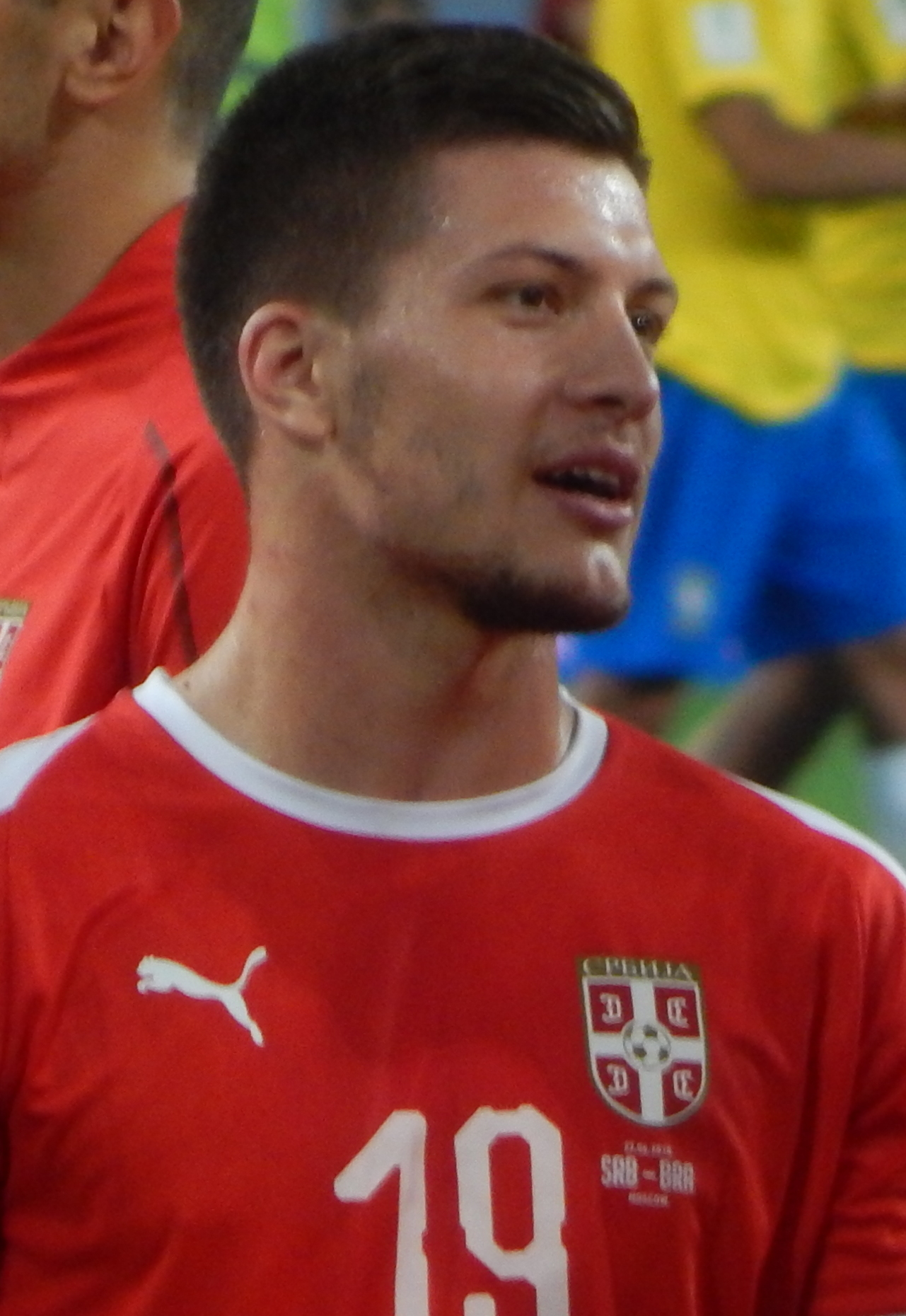
Luka Jović (* 1997)

- Jović, Miroslav (* 1971), serbischer Fußballspieler und Trainer
- Jović, Nikola (* 2003), serbischer Basketballspieler
- Jović, Stefan (* 1990), serbischer Basketballspieler
- Jović, Toni (* 1992), kroatischer Fußballspieler
- Jovićević, Igor (* 1973), kroatischer Fußballspieler und Fußballtrainer
- Jovičić Slatinek, Staš (* 2000), slowenischer Handballspieler
- Jovičić, Branko (* 1993), serbischer Fußballspieler
- Jovičić, Miloš (* 1995), österreichischer Fußballspieler
- Jovičić, Mladen (* 1982), französisch-nordmazedonischer Handballtorwart
- Jovičič, Zoran (* 1975), slowenischer Handballspieler
- Jovin, Milan (* 1955), jugoslawischer Fußballspieler und -trainer
- Jovine, Francesco (1902–1950), italienischer Schriftsteller
- Jovine, Valerio (* 1975), italienischer Reggae-Musiker
- Jovinian, Moraltheologe, Mönch und Schriftsteller
- Jovinus († 413), römischer Gegenkaiser (411–413)

### Jovo
- Jovović, Blagoje (1922–1999), jugoslawischer Agent
- Jovović, Igor (* 1982), montenegrinischer Basketballtrainer
- Jovović, Jovana (* 2001), serbisch-ungarische Handballspielerin
- Jovović, Nikola (* 1992), serbischer Volleyballspieler
- Jovović, Radomir (* 1979), serbischer Badmintonspieler
- Jovovich, Milla (* 1975), US-amerikanisches Schauspielerin und ModelMilla Jovovich (* 1975)

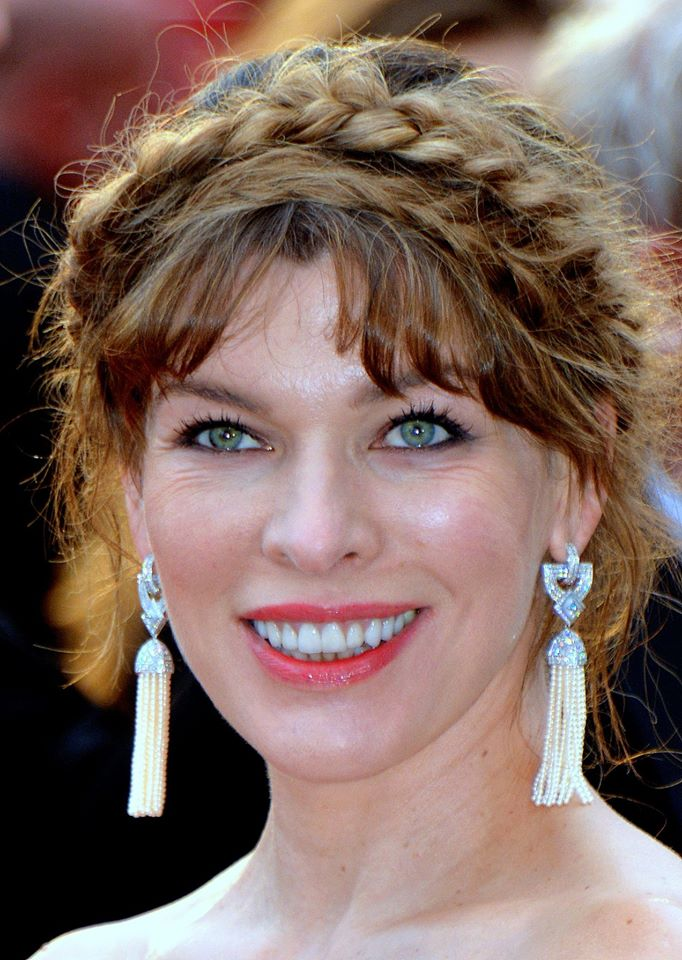
Milla Jovovich (* 1975)

### Jovy
- Jovy, Alexander (* 1971), deutscher Filmregisseur, Drehbuchautor und Autor
- Jovy, Michael (1882–1931), deutscher Lokalpolitiker und Oberbürgermeister
- Jovy, Michael (1920–1984), deutscher Widerstandskämpfer, Diplomat und Gerechter unter den Völkern
- Jovy-Heuser, Alessandra (* 1991), deutsche Volleyballspielerin
- Jovy-Nakatenus, Marianne (1906–1978), deutsche Bildhauerin